# 荔蝽科
荔蝽科（学名：Tessaratomidae），又稱荔枝椿象科、硕蝽科， 是半翅目蝽總科下的一科，是一类体形较大的椿象，已知约240多种，主要分布于旧大陆地区。头小，很多种类颜色艳丽，还可能有金属光泽。為植食性昆蟲，有些种类被认为是农业害虫，如荔枝椿象（Tessaratoma papillosa）等。但也有些种类在一些国家被当做食物。
- Musgraveia sulciventris
- Musgraveia sulciventris
- Pycanum rubens之若蟲